# Siri Derkert
Siri Derkert (Estocolmo, 30 de agosto de 1888 – Lidingö, 28 de abril de 1973) foi uma pintora e escultora sueca, que que se destacou pelo seu empenhamento político e social, sobretudo nas questões da mulher.